# 1 000 kilomètres de Fuji 1991 (Interchallenge)
Navigation
Édition précédente Édition suivante
Les 1 000 kilomètres de Fuji 1991 (officiellement appelé les 1991 Interchallenge Fuji 1000 km), disputées le 6 octobre 1991 sur le Fuji Speedway, ont été la sixième manche du Championnat du Japon de sport-prototypes 1991.

## La course

### Classement de la course
Voici le classement officiel au terme de la course,.
- Les premiers de chaque catégorie du championnat du monde sont signalés par un fond jaune.
- Pour la colonne Pneus, il faut passer le curseur au-dessus du modèle pour connaître le manufacturier de pneumatiques.
- Les voitures ne réussissant pas à parcourir 75% de la distance du gagnant sont non classées (NC).

| Pos  | Classe | no  | Écurie                   | Pilotes                                                   | Châssis                             | Pneus | Tours | Temps                    |
| Pos  | Classe | no  | Écurie                   | Pilotes                                                   | Moteur                              | Pneus | Tours | Temps                    |
| ---- | ------ | --- | ------------------------ | --------------------------------------------------------- | ----------------------------------- | ----- | ----- | ------------------------ |
| 1    | C1     | 23  | Nissan Motorsport        | Kazuyoshi Hoshino Toshio Suzuki                           | Nissan R91CP                        | B     | 165   | 4 h 50 min 44 s 105      |
| 1    | C1     | 23  | Nissan Motorsport        | Kazuyoshi Hoshino Toshio Suzuki                           | Nissan VHR35Z 3,5 l V8 Turbo        | B     | 165   | 4 h 50 min 44 s 105      |
| 2    | C1     | 36  | Toyota Team Tom’s        | Masanori Sekiya Hitoshi Ogawa                             | Toyota 91C-V                        | B     | 165   | + 1 min 5 s 575          |
| 2    | C1     | 36  | Toyota Team Tom’s        | Masanori Sekiya Hitoshi Ogawa                             | Toyota R36V 3,6 l V8 Turbo          | B     | 165   | + 1 min 5 s 575          |
| 3    | GTP    | 202 | Mazdaspeed               | David Kennedy Takashi Yorino                              | Mazda 787B                          | D     | 161   | + 4 tours                |
| 3    | GTP    | 202 | Mazdaspeed               | David Kennedy Takashi Yorino                              | Mazda R26B 2,6 l 4-Rotor            | D     | 161   | + 4 tours                |
| 4    | GTP    | 201 | Mazdaspeed               | Johnny Herbert Maurizio Sandro Sala                       | Mazda 787B                          | D     | 158   | + 7 tours                |
| 4    | GTP    | 201 | Mazdaspeed               | Johnny Herbert Maurizio Sandro Sala                       | Mazda R26B 2,6 l 4-Rotor            | D     | 158   | + 7 tours                |
| 5    | C1     | 100 | Nisseki Racing Team      | George Fouché Steven Andskär                              | Porsche 962GTi                      | D     | 156   | + 9 tours                |
| 5    | C1     | 100 | Nisseki Racing Team      | George Fouché Steven Andskär                              | Porsche Type-935 3,0 l Flat-6 Turbo | D     | 156   | + 9 tours                |
| 6    | C1     | 91  | Team 0123                | James Weaver Kenny Acheson                                | Porsche 962C                        | D     | 145   | + 20 tours               |
| 6    | C1     | 91  | Team 0123                | James Weaver Kenny Acheson                                | Porsche Type-935 3,0 l Flat-6 Turbo | D     | 145   | + 20 tours               |
| 7    | C1     | 18  | TWR Suntec Jaguar        | Mauro Martini Jeff Krosnoff                               | Jaguar XJR-11                       | D     | 140   | + 25 tours               |
| 7    | C1     | 18  | TWR Suntec Jaguar        | Mauro Martini Jeff Krosnoff                               | Jaguar JV6 3,5 l V6 Turbo           | D     | 140   | + 25 tours               |
| 8    | GTP    | 230 | Pleasure Racing          | Tetsuji Shiratori Masatomo Shimizu                        | Mazda 767                           | D     | 138   | + 27 tours               |
| 8    | GTP    | 230 | Pleasure Racing          | Tetsuji Shiratori Masatomo Shimizu                        | Mazda 13J 1,3 l 2-Rotor             | D     | 138   | + 27 tours               |
| Abd. | C1     | 27  | FromA Racing             | Akihiko Nakaya Volker Weidler                             | Nissan R91CK                        | B     | 79    | Accident                 |
| Abd. | C1     | 27  | FromA Racing             | Akihiko Nakaya Volker Weidler                             | Nissan VHR35Z 3,5 l V8 Turbo        | B     | 79    | Accident                 |
| Abd. | C1     | 1   | Nissan Motorsport        | Masahiro Hasemi Anders Olofsson                           | Nissan R91CP                        | B     | 74    | Accident                 |
| Abd. | C1     | 1   | Nissan Motorsport        | Masahiro Hasemi Anders Olofsson                           | Nissan VHR35Z 3,5 l V8 Turbo        | B     | 74    | Accident                 |
| Abd. | C      | 21  | Aoshima Tsunemasa Racing | Hideshi Matsuda (en) Hideo Fukuyama Tomiko Yoshikawa (de) | Spice SE90C                         | D     | 73    | Moteur                   |
| Abd. | C      | 21  | Aoshima Tsunemasa Racing | Hideshi Matsuda (en) Hideo Fukuyama Tomiko Yoshikawa (de) | Ford Cosworth DFZ 3,5 l V8 Atmo     | D     | 73    | Moteur                   |
| Abd. | C1     | 7   | The Alpha Racing         | Raul Boesel Bob Wollek                                    | Porsche 962C                        | Y     | 71    | Problème électriques     |
| Abd. | C1     | 7   | The Alpha Racing         | Raul Boesel Bob Wollek                                    | Porsche Type-935 Flat-6 Turbo       | Y     | 71    | Problème électriques     |
| Abd. | C1     | 25  | Team LeMans              | Hideki Okada Masahiko Kageyama                            | Nissam R91VP                        | Y     | 63    | Capot arrière            |
| Abd. | C1     | 25  | Team LeMans              | Hideki Okada Masahiko Kageyama                            | Nissan VHR35Z 3,5 l V8 Turbo        | Y     | 63    | Capot arrière            |
| Abd. | C      | 3   | Navi Connection Racing   | Taku Akaike Karou Iida                                    | Mazda 767B                          | D     | 30    | Tuyau de refroidissement |
| Abd. | C      | 3   | Navi Connection Racing   | Taku Akaike Karou Iida                                    | Ford Cosworth DFR V8 Atmo           | D     | 30    | Tuyau de refroidissement |
| Abd. | C1     | 38  | Toyota Team SARD         | Roland Ratzenberger Pierre-Henri Raphanel Naoki Nagasaka  | Toyota 91C-V                        | B     | 19    | Suspension               |
| Abd. | C1     | 38  | Toyota Team SARD         | Roland Ratzenberger Pierre-Henri Raphanel Naoki Nagasaka  | Toyota R36V 3,6 l V8 Turbo          | B     | 19    | Suspension               |
| Abd. | C1     | 37  | Toyota Team Tom’s        | Geoff Lees Andy Wallace Eje Elgh                          | Toyota 91C-V                        | B     | -     | Accident                 |
| Abd. | C1     | 37  | Toyota Team Tom’s        | Geoff Lees Andy Wallace Eje Elgh                          | Toyota R36V 3,6 l V8 Turbo          | B     | -     | Accident                 |

## Pole position et record du tour
- Pole position :  Hitoshi Ogawa /  Masanori Sekiya (#36 Toyota Team Tom’s) en 1 min 14 s 523
- Meilleur tour en course :  Masanori Sekiya (#36 Toyota Team Tom’s) en 1 min 20 s 998

## À noter
- Longueur du circuit : 4,470 km
- Distance parcourue par les vainqueurs : 737,550 km